# Struga (Fluss)
Die Struga [ˈstruːɡa] (umgangssprachlich häufig [ˈʃtʁuːɡa]) ist ein rechtsseitiger Zufluss der Spree im Nordosten Sachsens in der nördlichen Oberlausitz.
Als ein natürliches Wahrzeichen der Schleifer Region ist die Struga unter anderem Namensgeberin von Kito Lorenc’ Epos Struga: Bilder einer Landschaft. Für den in Schleife geborenen sorbischen Schriftsteller Kito Lorenc war die Struga, „wie es sich für meine kleine Heimat gehört“, ein Fließ, kein Fluss.

## Verlauf
Die Struga fließt durch das Braunkohlebergbaugebiet nördlich des Tagebaus Nochten und ist in ihrem gesamten Lauf fast vollständig kanalisiert. Einige Bachabschnitte sind seit der deutschen Wiedervereinigung wieder natürlicher gestaltet worden. Ihr Einzugsgebiet ist von gegenwärtiger und früherer Bergbautätigkeit geprägt.
Der Bach entspringt im Westen von Weißwasser und fließt in nordwestlicher Richtung nach Trebendorf. Die Struga verläuft einige Kilometer lang in unmittelbarer Nähe zur Bahnstrecke Berlin–Görlitz entlang der Trebendorfer Gemeindegrenze, bevor sie nach etwa 1,3 Kilometern in Richtung Schleife weiterfließt. Nach dem Durchfluss des Naturschutzgebietes Altes Schleifer Teichgelände durchquert sie den Ort und trennt den Dorfkern von den Siedlungen, die erst in der ersten Hälfte des 20. Jahrhunderts entstanden. Der Nebenarm Struga Nord fließt in Trebendorf dem Halbendorfer See entgegen, über den der See geflutet und abgesenkt werden kann.

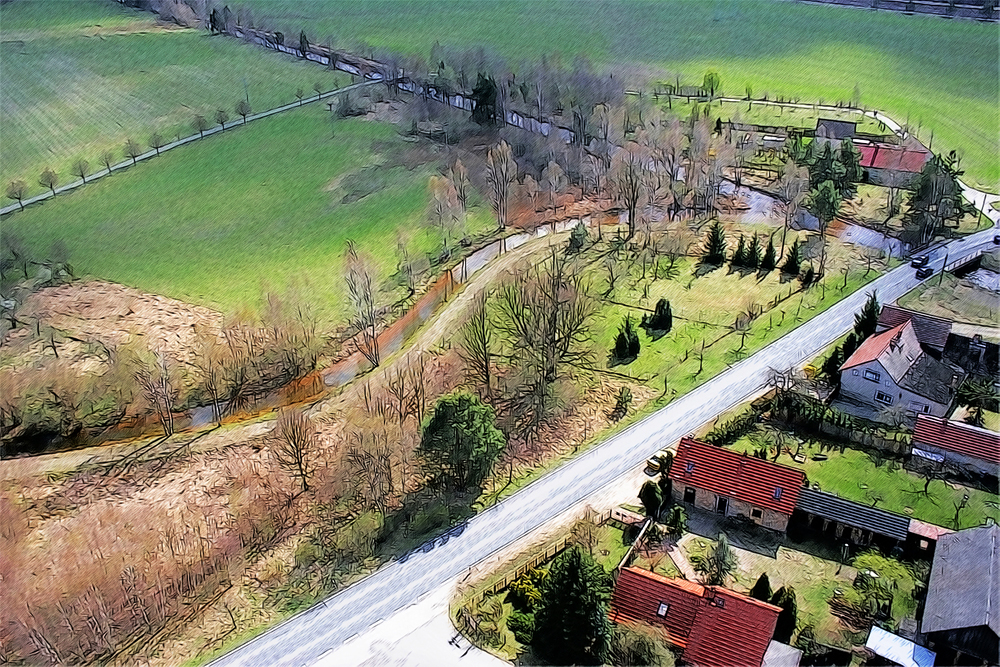
Zusammenfluss der Struga mit dem Breiten Graben im südlichen Mulkwitz (KAP-Luftaufnahme, grafisch anonymisiert vom April 2011)

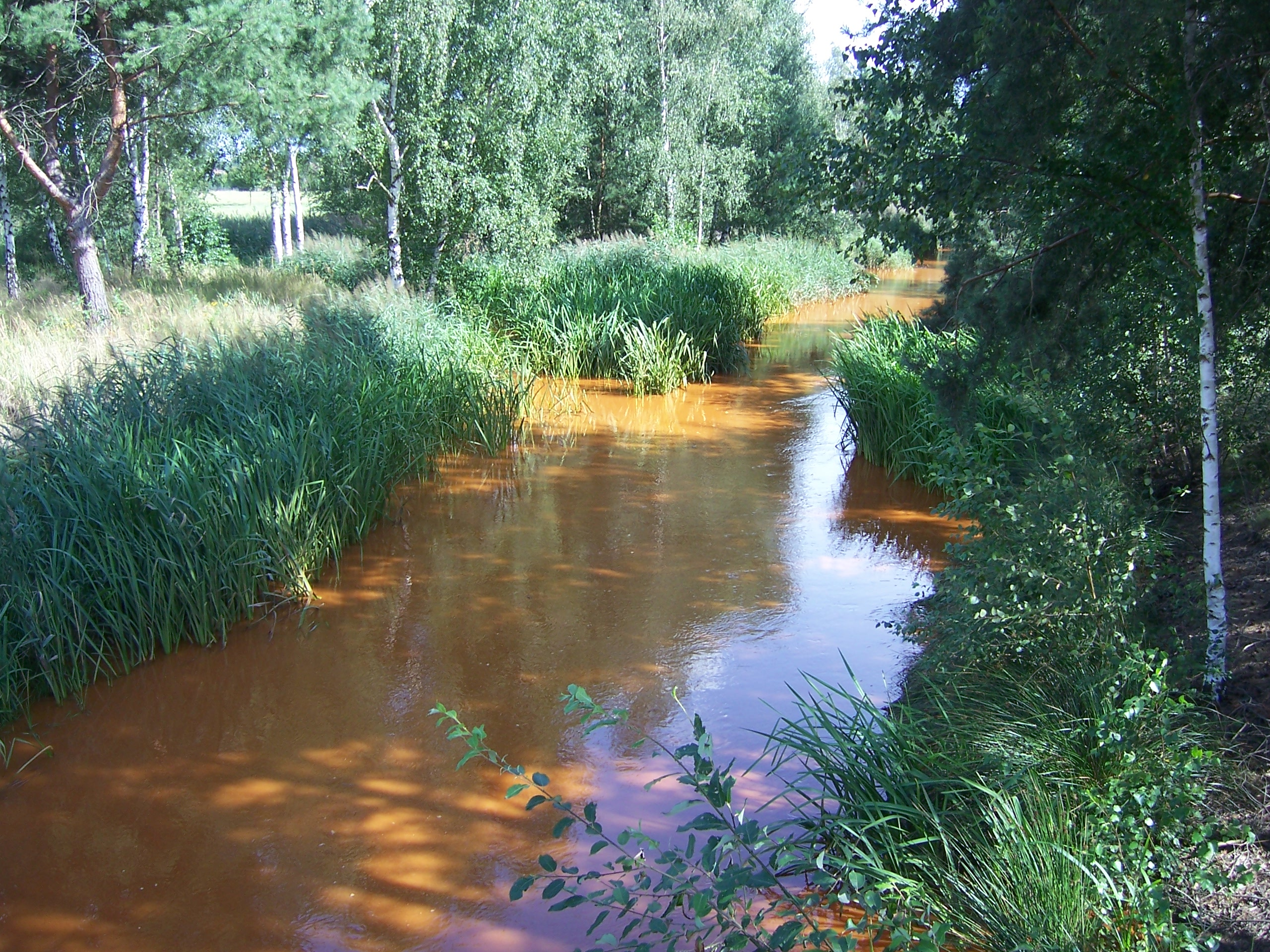
Einmündung des Breiten Grabens in die (von links kommende) Struga

In Rohne angekommen, fließt sie nördlich des Ortskerns entlang der einstigen Grenzen der bäuerlichen Wirtschaften. Kurz vor dem Nachbardorf Mulkwitz fließt sie durch ein kleines Biotop. Am anderen Ende des Dorfes mündet in die Struga der Breite Graben, der aus Mühlrose kommend, Sümpfungswasser vom Tagebau Nochten mit sich führt. An seiner Mündung ist der Breite Graben größer als die Struga.

Anlandebecken West aus der Luft

Von Mulkwitz aus fließt die Struga, die fortan ein Fluss ist, weiter in Richtung Neustadt/Spree und wird dort in Anlandebecken geleitet. Als Bach mündet die Struga nördlich des Dorfes in die Spree, während der Großteil des Wassers von den Anlandebecken durch die LEAG der Grubenwasserreinigungsanlage in Schwarze Pumpe zugeführt wird.
Zwischen Schleife und Neustadt wird die Struga mehrfach von der Staatsstraße 130 (Burgneudorf–Schleife) überquert.

## Belastung

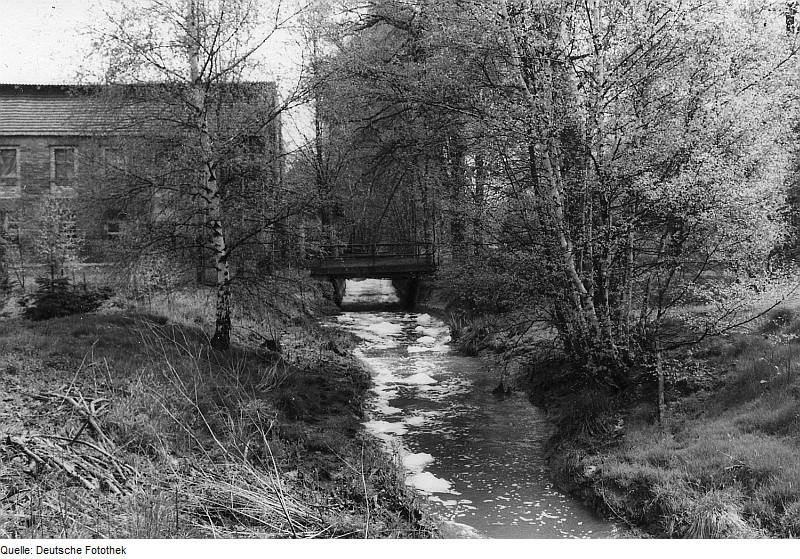
Struga an der ehemaligen Spinnerei in Neustadt (1987)

Bedingt durch ihre Lage in einer vom Bergbau geprägten Landschaft ist die Struga stark sauer und eisenhaltig. Zu DDR-Zeiten war sie zudem durch Industrieabwässer, besonders aus den Glaswerken Weißwassers, stark verschmutzt.
In Schleife wurden im Jahr 2003 pH-Werte zwischen 3,4 und 6,4 gemessen. Nach dem Zufluss des Breiten Grabens in Mulkwitz, der Tagebauabwässer mit sich führt, ist die Struga als ökologisch zerstört anzusehen.

## Namensherkunft
Die Namensherkunft wird im Allgemeinen der einstmals heimischen Bachforelle zugeschrieben, die im Obersorbischen mit pstruha bezeichnet wird. (Im Schleifer Dialekt verschiebt sich das obersorbische ‚h‘ hin zum niedersorbischen ‚g‘.) auf Polnisch würde struga = 'der Strom' (Sinn: ständiger Wasserbewegung im Wasserbett) heißen. Struža bedeutet Rinnsal.
Einige Forscher sehen den Ursprung des Namens allerdings anders. Paul Kühnel beispielsweise sah ihn im altslawischen struga (‘Welle’, ‘Flut’) und neuslawischen struga (‘Wasserbecken’, ‘Wasserarm’). Bei ihm wurde der Name im Sorbischen mit Struha angegeben. Das niedersorbische Wort für „Bach“ lautet tšuga, wobei sich die altslawische Lautfolge str- in den niedersorbischen Dialekten allgemein zu tš- gewandelt hat.
Im Rahmen der nationalsozialistischen Germanisierung sorbischstämmiger Orts- und Flurnamen wurde die Struga 1937 in Anlehnung an die Namensherkunft in „Wellenbach“ umbenannt. 1949 erhielt sie ihren ursprünglichen Namen auf Beschluss des Nieskyer Kreistages zurück.